# Solenne Pubblica Esposizione di Arti e Manifatture
La Solenne Pubblica Esposizione di Arti e Manifatture è considerata la prima esposizione universale nell'Italia preunitaria ed ebbe luogo ad Napoli a partire dal 1º maggio 1853. Ad essa seguì la lunga serie di esposizioni universali di cultura e industria, dall'Ottocento ad oggi.

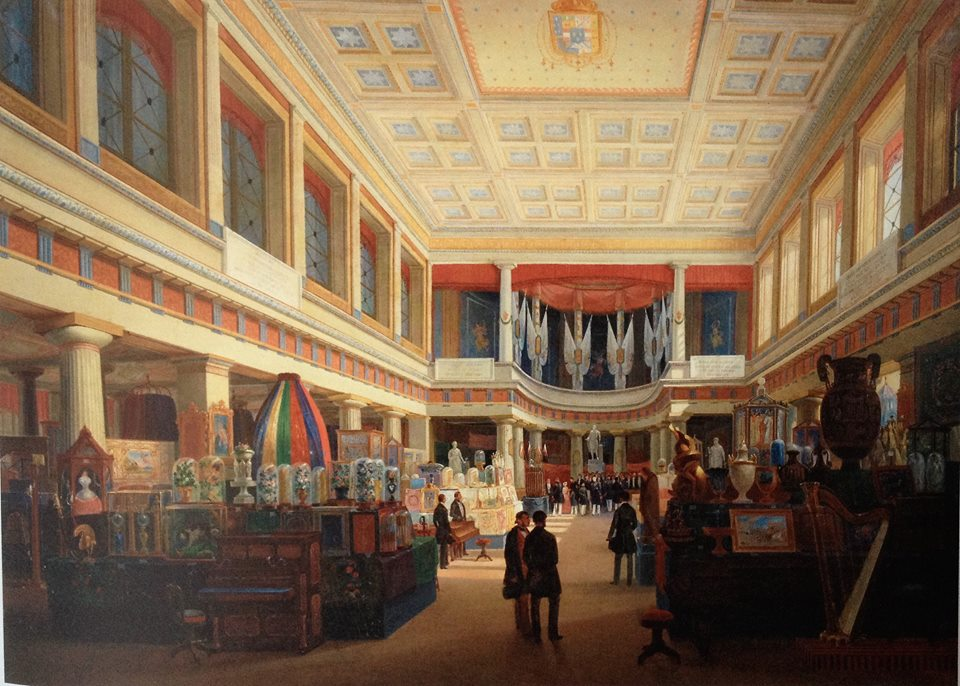
XIV Esposizione di Arti e Manifatture Industriali in Palazzo Spinelli di Tarsia, sede dell'istituto d'Incoraggiamento. Dipinto di Salvatore Fergola (1854)

L'Esposizione fu promossa da Ferdinando II di Borbone per presentare i migliori esempi del sapere tecnico e artistico della parte continentale del Regno delle Due Sicilie. Nel dicembre del 1852 Ferdinando affidò il progetto ad una Commissione presieduta dal Cav. Felice Santangelo, Presidente del Reale Istituto d'Incoraggiamento di Napoli, un'affiliazione scientifica fondata nel 1806 da Giuseppe Bonaparte. Il Cavaliere fu affiancato da tre Soci ordinari, insigni ingegneri e scienziati dell'epoca.
Si scelse come luogo il maestoso edificio municipale della contrada di Tarsia, oggi conosciuto come Palazzo Spinelli di Tarsia, che ospitava il suddetto Istituto di incoraggiamento.
Nello spazio centrale dell'edificio si allestì una galleria lunga circa trenta metri e larga quasi 15, a cui si aggiungeva altri due recinti da circa 170 metri quadrati l'uno dando luogo a una superficie di oltre 1000 metri quadrati, divisa in cinque parti tra loro collegate. Prima di aprire le sale al pubblico, una volta allestite, esse furono visitate dalla Famiglia Reale, che si congratulò del lavoro fatto col Ministro dell'Interno, il commendatore Murena.
La mostra, che fu visitata da migliaia di persone, si articolò in due sezioni: materiali tessili e materiali in metallo.